# Federico Zampini
Federico Zampini (Perugia, 27 giugno 1999) è un cestista italiano.

## Carriera

### Club
Dopo un'esperienza iniziale con le giovanili del Perugia Basket, ha continuato la carriera giovanile in Piemonte nelle giovanili della PMS (Pallacanestro Moncalieri San Mauro), con cui ha vinto anche lo scudetto Under-20 nell'aprile 2017. Nel corso della stessa stagione, con la prima squadra di Moncalieri, ha anche collezionato anche le sue prime tre apparizioni in Serie B.
Nell'annata successiva (2017-2018) si è trasferito ai Roseto Sharks in Serie A2, dove ha disputato 28 partite con una media di 2,1 punti in 11 minuti di utilizzo a gara, in una stagione in cui gli abruzzesi hanno ottenuto la salvezza ai play-out.
Dall'estate 2018 ha vestito la maglia del Kleb Basket Ferrara. Alla quarta giornata della Serie A2 2018-2019, nella trasferta contro Montegranaro, ha riportato un grave infortunio al legamento crociato anteriore del ginocchio sinistro, che lo ha costretto a uno stop di quasi sei mesi. Nel luglio 2019, all'esordio negli Europei Under-20 contro l'Ucraina, è stato vittima di una nuova rottura del legamento crociato del ginocchio sinistro, che lo ha costretto a saltare l'intera stagione 2019-2020. È tornato in campo l'anno seguente, nel quale, tra prima fase, seconda fase, e play-off, ha realizzato 7,6 punti di media. Nel precampionato 2021-2022 ha riportato una lussazione alla spalla per la quale si è sottoposto ad un intervento chirurgico, tornando in campo nel gennaio successivo.
La sua quadriennale parentesi a Ferrara è terminata nel luglio 2022 quando si è spostato di qualche chilometro approdando alla Benedetto XIV Cento, altra società militante in Serie A2. Qui gioca dieci partite con 11,1 punti di media, ma il 7 dicembre durante la vittoria casalinga su San Severo si è rotto il legamento crociato per la terza volta in meno di cinque anni, infortunio che ha chiuso anzitempo la sua annata.
Il 19 luglio 2023 è stato ufficializzato il suo passaggio alla Pallacanestro Forlì 2.015. Con la formazione romagnola si è messo in luce con 9,9 punti che, tra girone rosso e fase a orologio, hanno contribuito al raggiungimento del primo posto in classifica al termine della regular season. Nei play-off, nonostante l'eliminazione in semifinale contro Trieste, il giocatore umbro ha migliorato i propri numeri, salendo a 13,7 punti, 4,3 rimbalzi e 3,1 assist di media. Nella stessa stagione Forlì ha vinto la Coppa Italia LNP di Serie A2, competizione in cui Zampini è stato eletto MVP.
Con l'ingaggio da parte della Vanoli Cremona, reso noto nel giugno 2024, Zampini ha disputato la sua prima stagione nella massima serie. Durante la Serie A 2024-2025 è sceso in campo in tutte e trenta le giornate previste dal calendario, con un utilizzo medio di 14,4 minuti nei quali ha realizzato 4,7 punti di media.
Il 20 giugno 2025 ha sottoscritto un accordo biennale con la Scaligera Verona, formazione di Serie A2.

### Nazionale
Ha fatto parte della nazionale italiana Under-16 nel 2015, Under-18 nel 2017 (anno in cui ha preso parte agli Europei di categoria) e Under-20 nel 2019 (disputando anche in questo caso gli Europei di categoria). Nel 2022, inoltre, è stato convocato nella nazionale sperimentale di coach Marco Ramondino composta da giocatori Under-23.

## Palmarès

### Club
- Coppa Italia LNP di Serie A2: 1

Forlì: 2024

### Individuale
- MVP Coppa Italia LNP di Serie A2: 1

Forlì: 2024